# ジョセフ・バーバー
ジョセフ・バーバー（Joseph Barber、1757年 - 1811年7月16日）は、イングランド出身の風景画家や美術教師であると同時に、風景画家におけるバーミングガム芸術学校の初期メンバーでもある。
イングランドのタイン・アンド・ウィア州ニューカッスルで生まれたバーバーは1770年代にバーミンガムに移住し、張り子や漆器の絵付けに従事した。1798年、エドムント街とニューホール街にある彼の仕事場で授業を行いながら、ニュー・ストリートにあるフリー・グラマー・スクールでデッサンを教えることとなった。1780年代半ばにグレート・チャールズ街に画家を養成するアカデミーを構えながら、市内で初めての素描家としての確固たる地位を確立していた。門下生にはデーヴィッド・コックス、ウィリアム・ラドクリフ、そしてサミュエル・ラインズなどがいる。1807年、サミュエル・ラインズはニューホール街に自身のアカデミーを設立した。
バーバーには5人の子供がおり、2人の息子であるヴィンセント・バーバーとチャールズ・バーバーは共に父親のアカデミーで画家としての教育を受け、1811年に父親が亡くなった後はヴィンセントがアカデミーの経営を引き継いだ。娘であるマリア、エライザ、アン・マチルダも絵画を出品しながら、絵画の個人レッスンを行っていた。アン・マチルダは神学者でダラム主教のジョセフ・バーバー・ライトフットの母である。
1809年、チャールズ・バーバーとヴィンセント・バーバーは父親の門下生であったサミュエル・ラインズとともに人体デッサンのためのアカデミーを設立した。このアカデミーはやがて王立バーミンガム芸術家協会やバーミンガム芸術学校へと進化していくこととなる。
ジョセフ・バーバーの作品は主に田園風景のデッサンや水彩画が中心であり、その中にはノース・ウェルズでの絵画も含まれている。なお、彼は多くいるバーミンガム出身の画家で最初に絵を描いた人物である。彼の作品は大英博物館、ヴィクトリア・アンド・アルバート博物館、およびバーミンガム美術館に所蔵されている。自身の著書でサミュエル・ラインズは師匠について「彼は母校において大変才能のある画家であった。デッサンや風景画をよく描いていた。人生の大半をデッサンを教えることに費やし、主に墨汁や水彩絵具を用いていたのだが、当時としてはそれが水彩画の作法であった」と書いている。